# NGC 6324
NGC 6324 is een spiraalvormig sterrenstelsel in het sterrenbeeld Kleine Beer. Het hemelobject werd op 12 december 1797 ontdekt door de Duits-Britse astronoom William Herschel.

## Synoniemen
- UGC 10725
- IRAS 17070+7528
- MCG 13-12-16
- ARAK 517
- ZWG 355.25
- KAZ 120
- PGC 59583